# Isa Calderón
Isabel Calderón Peces-Barba, conocida como Isa Calderón (Madrid, 1983), es una guionista y humorista feminista española. Desde 2016, produce, dirige y conduce junto a la periodista Lucía Lijtmaer el programa cultural y político Deforme semanal. Ha colaborado con diversos medios de comunicación como El País, Público, Cadena SER, RAC1 y Carne cruda entre otros.

## Trayectoria
Sobrina del jurista y político Gregorio Peces-Barba, decidió estudiar la carrera de Derecho en la Universidad Carlos III de Madrid (UC3M). Sin embargo, no la terminó y orientó sus estudios hacia Comunicación Audiovisual, de lo que se licenció en 2008 en la UC3M, donde también cursó un Master de guion en cine y televisión en 2009.
Recién licenciada, realizó prácticas de guionista en el programa El diario de Patricia de Antena 3 y en la serie de ficción Águila Roja de Radio Televisión Española. Después, tras una etapa como freelance con colaboraciones en prensa, trabajó entre 2013 y 2015 como redactora y productora de los programas A vivir que son dos días y La script de la emisora de radio Cadena SER.
De 2015 a 2016, la plataforma Flooxer de Atresmedia encargó a Calderón una sección de crítica de cine, a la que llamó Reviews fuertecitas, donde analizaba películas como Showgirls (1995), Her (2013), Whiplash (2014) o Star Wars (1977) con una perspectiva feminista. En 2017, Calderón fue reportera de Tentaciones, la sección de tendencias y ocio de El País, donde llevó condujo los vídeos de La calle está fatal, donde hablaba de bar que había abierto Bertín Osborne en Madrid o entrevistaba a la youtuber Amarna Miller.
En 2018, Calderón condujo una sección de reseñas de libros en formato audiovisual titulado He venido a hablar de tu libro para Librotea, el recomendador de libros de El País. Entre otros, analizó Una chica sin suerte, de la periodista española Noemí Sabugal, Un debut en la vida, de la historiadora británica Anita Brookner o El sutil arte de que (casi todo) te importe una mierda, del autor estadounidense Mark Manson.
Su primer monólogo en teatro, escrito e interpretado por Calderón fue con un show titulado Acabada en 2019, en el Palacio de la Prensa de Madrid.

### Deforme semanal
En 2016, Calderón empezó a producir, dirigir y conducir junto a la periodista Lucía Lijtmaer el programa cultural y político Deforme semanal. En este espectáculo, que hasta el comienzo de la pandemia de COVID-19 podía verse en el Teatro Arlequín o en el Palacio de la Prensa de Madrid, entrevistaron a personalidades del mundo de la cultura y la política como Christina Rosenvinge, Ada Colau, Pablo Iglesias, Alba Flores, Nacho Vigalondo, Thais Villas, Bob Pop, Moderna de Pueblo, Eva Llorach o Cristina Morales. Además de verlo en directo, posteriormente se podía ver la grabación en Público TV, el espacio audiovisual de Público. Jelen Morales y Marc Giró eran sus colaboradores habituales.
En septiembre de 2019, lanzaron una versión sonora del programa titulada Deforme semanal ideal total, en Radio Primavera Sound, la plataforma de pódcast del festival Primavera Sound.
Debido al éxito del programa, Calderón y Lijtmaer fueron las encargadas de presentar la XVI edición del Festival de Cine de Sevilla, que se celebró del 8 al 16 de noviembre de 2019. Al año siguiente, Calderón participó en la gala de los Premios Feroz y entregó el Premio Feroz 2020 al mejor guion a Pedro Almodóvar por Dolor y gloria. Y, en diciembre de 2020 se anunció Calderón y Lijtmaer serían las encargadas de escribir el guion de la gala de los Premios Feroz de 2021, presentados por la actriz Pilar Castro.

## Reconocimientos
En octubre de 2021, el podcast Deforme semanal ideal total de Radio Primavera Sound dirigido, producido y conducido por Calderón y Lucía Lijtmaer recibió el Premio Ondas al Mejor podcast o programa de emisión digital. Este reconocimiento fue ex aequo al podcast Estirando el chicle de Victoria Martín y Carolina Iglesias emitido en Podium Podcast.